# Huguette Grémy-Chauliac
Huguette Grémy-Chauliac est une claveciniste française née le 8 juillet 1928 à Paris.

## Biographie
Avant de se consacrer pleinement à la musique, Huguette Grémy-Chauliac s'orienta vers l'archéologie en suivant les cours d'archéologie romaine de l'École du Louvre de 1947 à 1949.
Le clavecin, dont elle deviendra une interprète majeure, ne fut pas son premier instrument de prédilection, puisqu'elle étudia d'abord le piano auprès de Blanche Bascouret de Gueraldi, Germaine Willaume, Joseph Morpain, Lucette Descaves et Yves Nat. Elle obtient un premier prix de piano dans la classe de ce dernier au Conservatoire national de musique Paris. Huguette Grémy-Chauliac étudia l'harmonie avec Pierre Lantier et Jean Gallon, auprès de qui elle obtint également un premier prix.
Elle se consacra ensuite définitivement à l'étude du clavecin, sous l'égide de Robert Veyron-Lacroix et d'Antoine Geoffroy-Dechaume, auteur d'un opuscule, Les secrets de la musique ancienne, visant à rétablir les pratiques d'interprétation de la musique des maîtres anciens, alors ignorées de la majorité des clavecinistes. Huguette Grémy-Chauliac sut profiter de cette amorce de renouveau et, à l'aide de ses recherches personnelles, fut une des premières interprètes à réintroduire ornements et notes inégales, redonnant toute son authenticité à la musique française pour clavecin des XVIIe et XVIIIe siècles, littérature dont elle est reconnue comme l'une des meilleures spécialistes actuelles. Elle sera d'ailleurs une des premières clavecinistes à donner des récitals sur une copie d'un instrument du XVIIIe siècle réalisée pour elle par le facteur Hubert Bédard.
Passionnée par l'enseignement et pédagogue recherchée, Huguette Grémy-Chauliac répondit en 1963 à l'appel de Pierre Cochereau, alors directeur du CNR de Nice, qui lui demandait de devenir la première enseignante de la classe de clavecin qu'il venait de créer. Parmi les nombreux élèves de cette classe, il convient de citer en premier lieu la figure centrale de Scott Ross (premier prix de clavecin en 1968), qui concédait volontiers l'influence déterminante d'Huguette Grémy-Chauliac sur son jeu : « C'est à elle que je dois ma technique, c'est elle qui m'a appris à jouer, en somme », disait-il. D'autres élèves deviendront des clavecinistes ou organistes professionnels, tels Emmanuel Rousson, Vera Elliott (France), Philipp Sawyer (Grande-Bretagne) ou encore Cristina Orvieto (Italie).
Elle enseigna également au Conservatoire de Nice la basse chiffrée et l'harmonie. Elle dispensa aussi son enseignement à l'Académie américaine de Paris.
Concertiste de renommée internationale, Huguette Grémy-Chauliac est sollicitée par les principaux festivals de musique baroque où elle se produit en soliste, duo ou avec ensemble. Elle est ainsi depuis 1961 la claveciniste titulaire de l'orchestre Antiqua Musica de Paris et occupa de 1961 à 1963 ce même poste dans l'orchestre de Paul Kuentz. Profondément attachée à son instrument, elle contribue à le faire mieux connaitre et aimer en donnant des conférences et des récitals-débats, où elle dialogue avec le public. Le 20 octobre 2012, Huguette Grémy-Chauliac, donne un récital au Foyer de l'âme à Paris à l'occasion de ses 50 ans de carrière. En novembre 2012, elle donna un récital enregistré par la Radio télévision suisse au festival Bach de Lausanne.
Huguette Grémy-Chauliac est régulièrement membre du jury des concours du Conservatoire national supérieur de musique et de danse de Paris et de nombreux concours internationaux.
À la tête d'une imposante discographie saluée par la critique, Huguette Grémy-Chauliac s'est distinguée en proposant au disque de nombreux enregistrements d'auteurs alors peu connus. Cela a permis de sortir de l'oubli de nombreux musiciens ayant composé pour le clavecin, tels Élisabeth Jacquet de la Guerre, Gaspard Le Roux, Charles Dieupart, Johann Pachelbel… Huguette Grémy-Chauliac prêta en outre son talent à de nombreux enregistrements pour la radio et la télévision. Notamment en avril 2013, elle s'exprima lors d'un entretien sur la chaîne musicale de France Musique.
En 2018, Huguette Grémy-Chauliac décide de créer son propre site regroupant les œuvres de clavecin qu'elle a interprétées tout au long de sa carrière. On peut y trouver certaines de ses interprétations à télécharger ainsi que de rares disques vinyles et CD en édition limitée (téléchargement payant).

## Discographie complète

### En soliste
- Ludwig van Beethoven : Sonates No. 14 "Clair de lune" - No. 8 "Pathétique" ( LP Decca 117.001) 1972
- Louis Couperin : Cinq Suites pour clavecin. CD Lygia Digital 2006
- Louis Marchand : Intégrale des œuvres pour clavecin et Louis-Nicolas Clérambault, Intégrale des œuvres pour clavecin. 2 LP FY 1977 report CD FYCD 055
- Charles Dieupart : Six Suites pour clavecin. CD Arion/Pierre Vérany. Diapason d'or 1999
- Élisabeth Jacquet de la Guerre : Livre de clavecin de 1707. CD Accord 1992
- Gaspard Le Roux : Suites pour Clavessin (Paru chez VLS en 1993)
- Jean-Philippe Rameau : Extraits des "Nouvelles Suites de Pièces de Clavecin de 1728". LP André Charlin 1971
- La dynastie des Couperin; LP André Charlin 196 ?
- Clavecinistes français des XVIIe et XVIIIe siècles, Louis Marchand, Nicolas Le Bègue, Élisabeth Jacquet de La Guerre, Gaspard Le Roux. LP Emi 196 ?
- Dietrich Buxtehude : Intégrale de l'œuvre pour clavecin. 3 CD Solstice 1976
- Johann Pachelbel : Hexachordum Apollinis. LP FY 1978 report CD Solstice 1993
- Georg Friedrich Haendel : Lesson et Fugues - Water music (transcription de l'auteur - 1747) - Œuvres de jeunesse. LP FY 1980 report CD Stefanotis

### En duo
- Musette et clavecin au XVIIe et XVIIIe siècles, Robert Georges Casier, musette. LP Emi 1973
- Joaquín Rodrigo : Fantasia para un gentilhombre – Lys Digital en 1995
- Jean-Sébastien Bach : Intégrale des sonates pour flûte et clavecin. avec Maxence Larrieu, flûte. 2 CD Blue Cat

### Avec ensemble
- Élisabeth Jacquet de la Guerre : 4 Cantates, Judith, Esther, Jonas, Le Passage de la mer Rouge, Véronique Malet, soprano, Hugette Grémy-Chauliac, clavecin, Catherine Giardelli, violon, Jean-Louis Charbonnier, basse de viole, Pierre Verany 2001
- Michel Corrette : Concertos comiques, restitués par H. G. Chauliac (avec orchestre Antiqua Musica)
- Michel-Richard Delalande : Symphonie (avec orchestre Paul Kuentz)
- Jean Sébastien Bach : L'Offrande musicale (avec orchestre Paul Kuentz)
- Jean Sébastien Bach, concerto pour orgue et orchestre en Ré mineur BWV1052, Concerto pour hautbois, clavecin et orchestre en Ré mineur BWV 1053, avec  Jacques Chambon, hautbois, dir. Gérard Cartigny. LP A André Charlin (date inconnue)
- Georg Friedrich Haendel : Quatre concerti pour clavecin, op. 4, n°2, n°4, n°5, n°6 (avec orchestre Antiqua Musica) LP FY 1981
- Antonio Vivaldi : L'estro armonico (avec orchestre Paul Kuentz)
- À Notre Dame de Paris (avec orchestre Pro Arte de Munich)
- Tomaso Albinoni : Cinq concerti (avec orchestre Antiqua Musica)